# Championnats du monde de lutte 1954
Les  Championnats du monde de lutte 1954 se sont tenus du 22 au 25 mai 1954 à Tokyo au Japon. Seules les épreuves masculines de lutte libre sont disputées.

## Médaillés

### Lutte libre - Hommes
| Event                 | Or                       | Argent                    | Bronze                       |
| --------------------- | ------------------------ | ------------------------- | ---------------------------- |
| Poids mouches 52 kg   | Hüseyin Akbaş (TUR)      | Yushu Kitano (JPN)        | Mirian Tsalkalamanidze (URS) |
| Poids coqs 57 kg      | Mustafa Dağıstanlı (TUR) | Lajos Bencze (HUN)        | Tauno Jaskari (FIN)          |
| Poids plumes 62 kg    | Shozo Sasahara (JPN)     | Bayram Şit (TUR)          | Nikolay Musashvili (URS)     |
| Poids légers 67 kg    | Jahanbakht Tofigh (IRN)  | Olle Anderberg (SWE)      | Sergey Gabaradze (URS)       |
| Poids moyens 73 kg    | Vakhtang Balavadze (URS) | Mohammad Ali Fardin (IRN) | Yutaka Kaneko (JPN)          |
| Poids moyens 79 kg    | Abbas Zandi (IRN)        | İsmet Atlı (TUR)          | Kazuo Katsuramoto (JPN)      |
| Poids mi-lourds 87 kg | August Englas (URS)      | Adil Atan (TUR)           | Viking Palm (SWE)            |
| Poids lourds +87 kg   | Arsen Mekokishvili (URS) | Bertil Antonsson (SWE)    | İrfan Atan (TUR)             |

## Tableau des médailles
| Rang  | Nation   | Or | Argent | Bronze | Total |
| ----- | -------- | -- | ------ | ------ | ----- |
| 1     | URSS     | 3  | 0      | 3      | 6     |
| 2     | Turquie  | 2  | 3      | 1      | 6     |
| 3     | Iran     | 2  | 1      | 0      | 3     |
| 4     | Japon    | 1  | 1      | 2      | 4     |
| 5     | Suède    | 0  | 2      | 1      | 3     |
| 6     | Hongrie  | 0  | 1      | 0      | 1     |
| 7     | Finlande | 0  | 0      | 1      | 1     |
| Total | Total    | 8  | 8      | 8      | 24    |